# Ertragsteuer

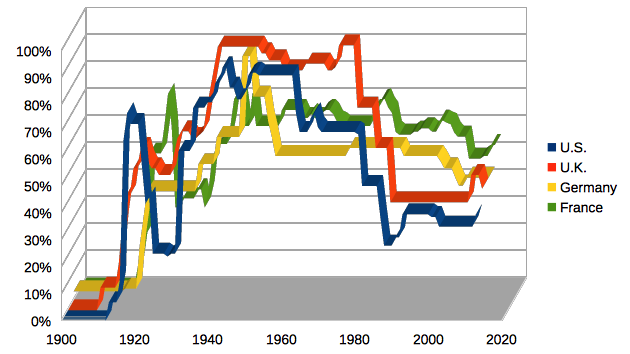
Einkommensteuer aus historischer Sicht: höchste Steuersätze in vier Industrieländern (1900–2013). Daten von Thomas Piketty.

Ertragsteuer (oder Gewinnsteuer) ist in der Betriebswirtschaftslehre und der Steuerlehre der Oberbegriff für mehrere Steuerarten, die als Steuerobjekt den Ertrag besteuern. Gegensatz sind die Kostensteuern.
Mit dem Begriff „Ertragsteuer“ wird vermittelt, dass diese Steuer den „Ertrag“, also das Einkommen oder den Gewinn, besteuert. Ertragsteuern bilden eine Steuergruppe, zu der mehrere Steuerarten gehören. Deren Bemessungsgrundlage knüpft an das wirtschaftliche Ergebnis (Ertrag, Gewinn) an, wodurch der Staat durch die Steuereinnahmen am ökonomischen Erfolg des steuerpflichtigen Steuerschuldners partizipiert.

## Steuerarten
Zu den Steuerarten der Ertragsteuern gehören Einkommen-, Körperschaft- und Gewerbesteuer. Auch die Kirchensteuer, Lohnsteuer und Kapitalertragsteuer sind Ertragsteuern als besondere Erhebungsformen der Einkommen- bzw. Körperschaftsteuer. Die drei zur Ertragsteuer gehörenden Steuerarten Einkommen-, Körperschaft- und Gewerbesteuer sind jeweils in eigenen Steuergesetzen geregelt, und zwar im Einkommensteuergesetz, Körperschaftsteuergesetz und Gewerbesteuergesetz. Aus diesen Gesetzen erwächst die Pflicht der Steuerpflichtigen, entsprechende Ertragsteuern zu zahlen. Während Körperschaft- und Gewerbesteuer reine Unternehmenssteuern sind, besteuert die Einkommensteuer (und Kirchensteuer) auch nicht unternehmerisch tätige natürliche Personen wie Arbeitnehmer. Ertragsteuern bilden auch einen Gegensatz zu den Real- und Substanzsteuern, denn die Besteuerung ist auf einen Vermögenszuwachs, also auf einen Zufluss von Geld oder geldwerten Gütern gerichtet.

## Besteuerung
Die drei Ertragsteuergesetze Einkommen-, Körperschaft- und Gewerbesteuergesetz besitzen unterschiedliche Steuerobjekte und Bemessungsgrundlagen, wie folgende Aufstellung zeigt:
| Steuerart          | Steuersubjekt                                           | Bemessungsgrundlage                                |
| ------------------ | ------------------------------------------------------- | -------------------------------------------------- |
| Einkommensteuer    | natürliche Personen                                     | zu versteuerndes Einkommen (§ 2 Abs. 5 EStG)       |
| Körperschaftsteuer | Körperschaften (Kapitalgesellschaften wie AG, GmbH, SE) | zu versteuerndes Einkommen (§ 7 Abs. 1 und 2 KStG) |
| Gewerbesteuer      | Gewerbebetriebe                                         | Gewerbeertrag (§§ 6 und 7 GewStG)                  |

Bei Unternehmen sind diese Steuerarten in der Gewinn- und Verlustrechnung nach § 275 Abs. 2 Nr. 18 HGB (Gesamtkostenverfahren) oder § 275 Abs. 3 Nr. 17 HGB (Umsatzkostenverfahren) als „Steuern vom Einkommen und vom Ertrag“ auszuweisen. Nach der Stellung in dieser Gliederung sind sie also keine Kostensteuern, sondern gelten als Ertrag- oder Gewinnsteuern, die aus dem Gewinn zu decken sind.

## Rolle der Gewerbesteuer
Umstritten ist hierbei die Rolle der Gewerbesteuer, die in der Kostenrechnung oft den Kostensteuern – und nicht den Ertragsteuern – zugerechnet wird. Für Konrad Mellerowicz ist die Gewerbesteuer in vollem Umfang eine Kostensteuer, denn sie stellt einen betriebsbedingten Verzehr dar, der mit der Existenz des Betriebes unlösbar verbunden ist. Auch Erich Gutenberg war der Auffassung, dass die Gewerbesteuer eine Kostensteuer sei. Soweit Günter Wöhe zufolge die Gewerbesteuer auf das Gewerbekapital entfällt, gilt sie als Kostensteuer, der gewinnabhängige Rest ist eine preiswirksame Aufwandsteuer. Steuerlich betrachtet ist die Gewerbesteuer als Realsteuer seit 2005 keine Kostensteuer mehr, da sie nicht mehr als Betriebsausgabe gilt (§ 4 Abs. 5b EStG). Dadurch begründet die Gewerbesteuer bei den Ertragsteuern eine Effektivsteuerbelastung und ist nicht mehr als Kostensteuer zu qualifizieren. Die neuere Literatur zählt die Gewerbesteuer zu den Ertragsteuern. Wird sie dennoch betriebswirtschaftlich als Kostensteuer aufgefasst, so ist sie in die Preise einzukalkulieren und belastet nicht das Unternehmen, sondern dessen Kunden.
Das gilt nach Nr. 30 der Anlage zur Verordnung PR Nr. 30/53 über die Preise bei öffentlichen Aufträgen („Leitsätze für die Preisermittlung auf Grund von Selbstkosten“) auch für die Gewerbesteuer, die in der Kalkulation bei nach Selbstkosten abgerechneten Aufträgen an die öffentliche Hand berücksichtigt werden darf.

## Finanzwissenschaft
In der Finanzwissenschaft sind Ertragsteuern so genannte Realsteuern, die an das Faktoreinkommen der volkswirtschaftlichen Produktionsfaktoren Boden (Bodenertrag wie Immobiliarmiete, Pachtzins) und Kapital (Kapitalertrag wie Habenzinsen oder Dividenden) anknüpfen, ohne Rücksicht darauf, wem der Ertrag zufließt.

## Wirtschaftliche Aspekte
Während Ertragsteuern in der Betriebswirtschaftslehre eine Gewinnverwendung darstellen, erhöhen Kostensteuern die Gesamtkosten:
```
                Kostensteuern                                      Ertragsteuern
                
Rohergebnis
                                        Rohergebnis
                + 
Personalkosten
                                   + Personalkosten
                + 
Abschreibungen
                                   + Abschreibungen
          →     + sonstiger 
Aufwand
:                               + sonstiger Aufwand:
                  u.
 
a. 
Verbrauchsteuern
,                           u.
 
a. Verbrauchsteuern,
                  
Verkehrsteuern
                                   Verkehrsteuern
                = 
Betriebsergebnis
                                 = Betriebsergebnis
                ± 
Finanzergebnis
                                   ± Finanzergebnis
                = 
Ergebnis der gewöhnlichen Geschäftstätigkeit
     = Ergebnis der gewöhnlichen Geschäftstätigkeit
                - Ertragsteuern                               →    - 
Ertragsteuern

                = 
Jahresüberschuss
/
Jahresfehlbetrag
                = Jahresüberschuss/Jahresfehlbetrag
```

In der Gewinn- und Verlustrechnung erscheinen die Kostensteuern als Aufwand im Rahmen des Betriebsergebnisses, die Ertragsteuern erst nach dem Ergebnis der gewöhnlichen Geschäftstätigkeit.